# كارل خواكيم هامبرو (مصرفي)
كارل خواكيم هامبرو (بالدنماركية: Carl Joachim Hambro)‏ هو مصرفي دنماركي، ولد في 1807 في كوبنهاغن في الدنمارك، وتوفي في 1877.